# Castello di Loket
Il Castello di Loket (in ceco Hrad Loket, in tedesco Burg Elbogen) è un edificio gotico del XII secolo situato a Loket, nella regione di Karlovy Vary, della Repubblica Ceca. Si erge su un'enorme roccia, circondata su tre lati dal fiume Ohře. Un tempo noto come "il castello inespugnabile della Boemia" per le sue spesse mura, è uno dei più antichi castelli in pietra del paese. Dal 1993, è amministrato dalla “Fondazione Castello di Loket'” e oggi è conservato come museo e monumento nazionale.

## Storia
Loket, originariamente chiamato Stein-Elbogen per la sua posizione rocciosa, sarebbe stato fondato nell'870 dai margravi di Vohburg, imparentati con i duchi di Baviera, ai quali appartenevano tutti i quartieri di Elbogen fino al XII secolo. La prima menzione scritta di Loket come città risale al 1234, in un atto che registra il primo burgravio reale di Loket. Secondo le indagini archeologiche, la fondazione del castello in pietra risale al terzo quarto del XII secolo, durante il regno di Přemysl Otakar I, o su iniziativa del principe ceco Vladislav I, poi re Ladislao II di Boemia, o da funzionari ministeriali dell'imperatore Federico I Barbarossa. L'antico castello romanico comprendeva due torri, una chiesa e un edificio che sorgeva sul luogo dell'attuale casa del margravio. La chiesa si trovava sotto l'attuale castello, dove oggi si trova la chiesa di San Venceslao. L'altra torre, non più esistente, sorgeva a nord-est del castello.
Il castello fungeva soprattutto da protezione sulla via mercantile che collegava Praga a Cheb, Plauen ed Erfurt, ma dopo la riannessione da parte dello Stato ceco iniziò a funzionare come fortezza di frontiera, diventando il nuovo centro amministrativo della regione.
Verso la fine del XIII secolo venne costruito un insediamento attorno alle mura del castello, che successivamente fu elevato a città reale. Dal 1250 il castello fu progressivamente ampliato e l'ex edificio romanico si trasformò in una roccaforte gotica spesso visitata dai membri della famiglia reale.

### Regno di Ottocaro II di Boemia
Sotto il regno di Přemysl Otakar II fu costruita una nuova cinta muraria con torri semicilindriche. La regina Eliška Přemyslovna si nascose nel castello con i suoi figli durante i disordini contro Giovanni di Lussemburgo. L'ultima volta che dovette nascondersi lì fu all'inizio della primavera del 1319, quando il re Giovanni conquistò il castello con un trucco, convincendo la guardia ad aprire il cancello fingendo una visita amichevole a sua moglie. La regina Eliška fu fatta prigioniera e trasportata a Mělník, il castello della dote delle regine ceche. Il loro figlio di tre anni, il principe Václav, poi imperatore e re Carlo IV, fu tenuto qui per due mesi nella prigione sotterranea. In seguito, Carlo IV descrisse questo periodo come un'orribile prigionia in una cantina con una minuscola finestra. Tuttavia, Carlo IV non odiò Loket e spesso vi soggiornò. Nel suo codice non implementato, Maiestas Carolina, classificò Loket tra i luoghi che avrebbero dovuto restare di proprietà permanente della corona ceca.

### Le guerre hussite e il periodo successivo
Durante le guerre hussite, Loket fu difeso dal burgravio Půta di Illburk, sostenitore della Chiesa cattolica. Le truppe hussite tentarono due volte di conquistare il castello sotto la guida di Krušina di Švamberk e Jakoubek di Vřesovice, ma entrambe le crociate si conclusero senza successo. Il restauro completo del castello sotto Venceslao IV fu decisivo per la sua forma attuale. Degli edifici originali romanici si sono conservati soprattutto la rarissima rotonda, le fondamenta della torre del castello e quelle del palazzo settentrionale. Anche la Casa di Margravia ebbe origine durante il regno di Venceslao IV.

### Sigismondo di Lussemburgo e la casa di Slik
Il castello continuò ad essere ampliato fino al 1420 e nel 1434 fu ipotecato al cancelliere Kašpar Slik da Sigismondo di Lussemburgo come ricompensa per il suo aiuto finanziario. Un'ulteriore ricostruzione avvenne nella seconda metà del XV secolo, quando il castello fu trasformato in una sede ancestrale rappresentativa sotto l'amministrazione della Casa di Slik, che durò per più di 100 anni. La sua architettura seguiva lo stile del tardo gotico e del Rinascimento. Gli Slik trasformarono il palazzo meridionale in una grande sala e il palazzo orientale negli "Archivi Slik". Il castello subì la trasformazione in prigione nel XIX secolo.

### Il XVII e XVIII secolo
Nel XVI secolo, la Casa degli Slik divenne una delle famiglie più ricche e potenti del paese. Tuttavia, a causa della loro partecipazione alla rivolta degli stati cechi contro il re, futuro imperatore Ferdinando I d’Asburgo, molti dei loro possedimenti furono confiscati e persero il castello. Dal 1551 al 1562 il castello fu amministrato dalla nobiltà di Plauen, ma a causa della cattiva amministrazione fu loro tolto e conferito alla borghesia di Loket. Nel 1598 divenne patrimonio ereditario dei cittadini e servì solo per scopi amministrativi.

### Jiří Popel di Lobkowicz e la Guerra dei Trent'anni
Nel 1607, Jiří Popel di Lobkowicz, massimo controllore del regno ceco, morì di ictus apoplettico nella prigione del castello di Loket. Durante la Guerra dei Trent'anni, la città subì numerosi disastri. Nel 1621, la città fu assediata dai bavaresi guidati da Johann Tserclaes, conte di Tilly, e dopo massicci bombardamenti, fu costretta ad arrendersi. Le truppe svedesi operanti nel quartiere di Loket esclusero la città dai loro attacchi, ma la guerra e le misure repressive causarono grandi perdite economiche.

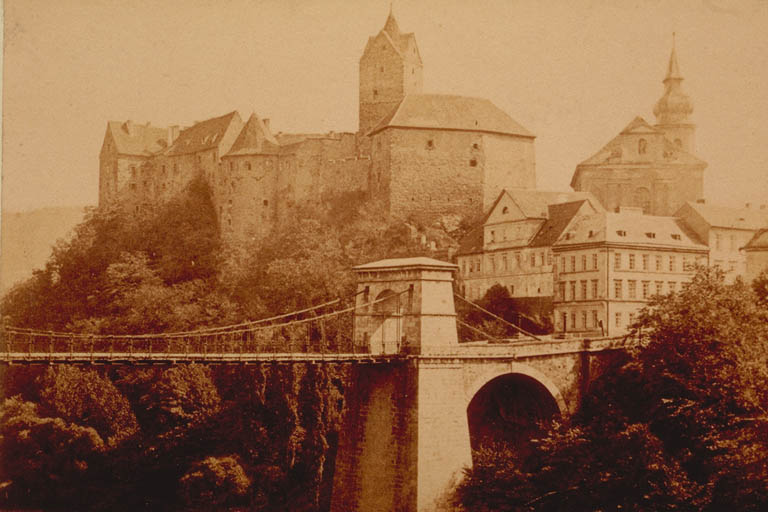
Foto del castello di Loket nel 1870 di František Fridrich

### Dal XVIII secolo ai tempi moderni
Nel 1725 il castello fu distrutto da un incendio. All'inizio del XIX secolo, la Casa del Margravio fu ricostruita e venne allestito un museo delle porcellane. Nel 1788 fu avanzata una proposta per la ricostruzione del castello come prigione cittadina, completata nel 1822. La prigione fu abolita nel 1948 e, dal 1968, il castello fu amministrato dal Dipartimento dei monumenti antichi di Plzeň. Nel 1992, il castello fu restituito alla città di Loket, che fondò la Fondazione del Castello di Loket, successivamente trasformata in un ente di beneficenza.

## Sezioni del castello
Il castello oggi è diviso in nove diverse parti contenenti molti reperti medievali di interesse storico. Oltre alla Casa del Margravio, che ospita un'esposizione di porcellane e i resti della rotonda romanica, il castello include le celle della prigione e la camera di tortura, la sala dei matrimoni e delle cerimonie, la sala storica delle armi e archeologica, dove è esposta una maquette del cosiddetto meteorite di Elbogen "burgravio stregato". Altri edifici includono una torre prismatica romanica, la casa del burgravio e la casa del capitano del XV secolo, un palazzo a due ali del XVI secolo e fortificazioni che incorporano roccaforti.

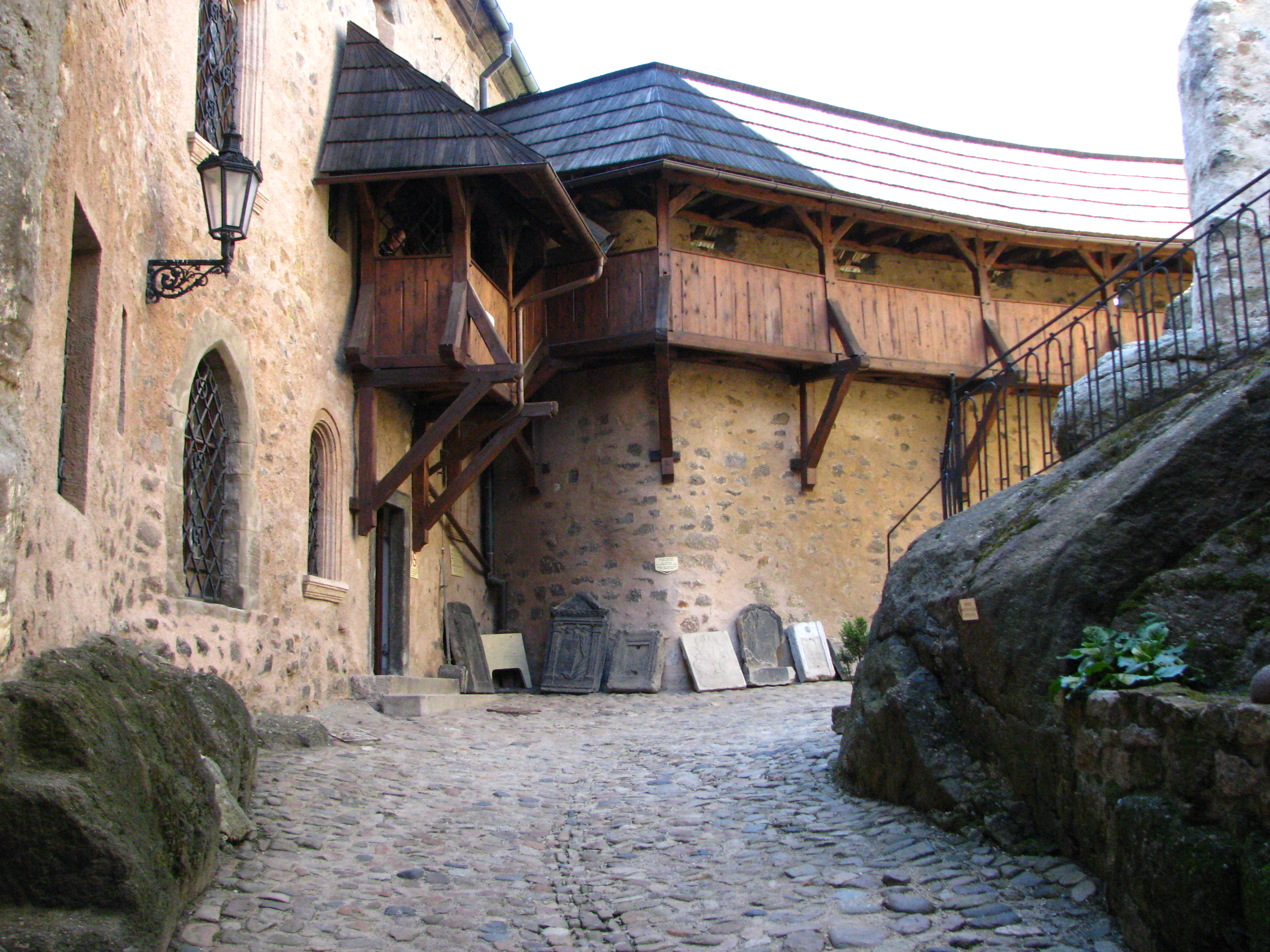
Porta d'ingresso della Casa del Margravio e lapidi dell'ex cimitero di Loket

### Casa del Margravio
Costruita in stile romanico, nel 1907 venne definitivamente destinata a museo civico. Dopo recenti restauri, è stato riaperto al pubblico il museo delle porcellane di produzione locale. Diversi lapidi sono disposte all'ingresso dell'edificio, inclusa una proveniente dalla tomba rinascimentale del rabbino Benjamin dell'estinto cimitero ebraico, con una poesia elogiativa risalente intorno al 1700.

### Sala archeologica
Durante le ricerche archeologiche del 1993 sono stati rinvenuti numerosi frammenti risalenti ai vari periodi di ricostruzione del castello di Loket. È stata scoperta la muratura dell'originario bastione romanico anteriore al 1230, e le pareti del palazzo dei tempi della ricostruzione del castello durante il regno di re Venceslao.

### Rotonda
La rotonda, originariamente nascosta nel corpo di una scala a chiocciola nella parte settentrionale del castello, ha un diametro interno di 3,6 metri con una parete periferica di circa 75-80 centimetri di spessore. Fu scoperta nel 1966 e probabilmente risale alla fine del XII secolo.

### Cattedrale
La cattedrale barocca fu eretta sul sito dell'originaria chiesa gotica, bruciata nel 1725. Completata nel 1734 su progetto di Wolfgang Braubock, le pale dell'altare sono attribuite a Petr Brandl. Durante la ricostruzione della chiesa fu restaurato l'antico sagrato dietro il presbiterio, dove è stato eretto il monumento a Václav Popel di Lobkovice, imprigionato a Loket e sepolto nella cripta della chiesa.

## Nei media
Il centro della città e il castello sono stati utilizzati come location nel film Casino Royale del 2006, rappresentando una città del Montenegro.